# Římskokatolická farnost Obora
Římskokatolická farnost Obora (lat. Wobora) je církevní správní jednotka sdružující římské katolíky na území obce Obora a v jejím okolí. Organizačně spadá do lounského vikariátu, který je jedním z 10 vikariátů litoměřické diecéze. Centrem farnosti je kostel svaté Kateřiny Alexandrijské v Oboře.

## Historie farnosti
Farnost je doložitelná od roku 1384. Matriky jsou vedeny od roku 1682. Nově byla kanonicky zřízena od roku 1725.

### Duchovní správcové vedoucí farnost

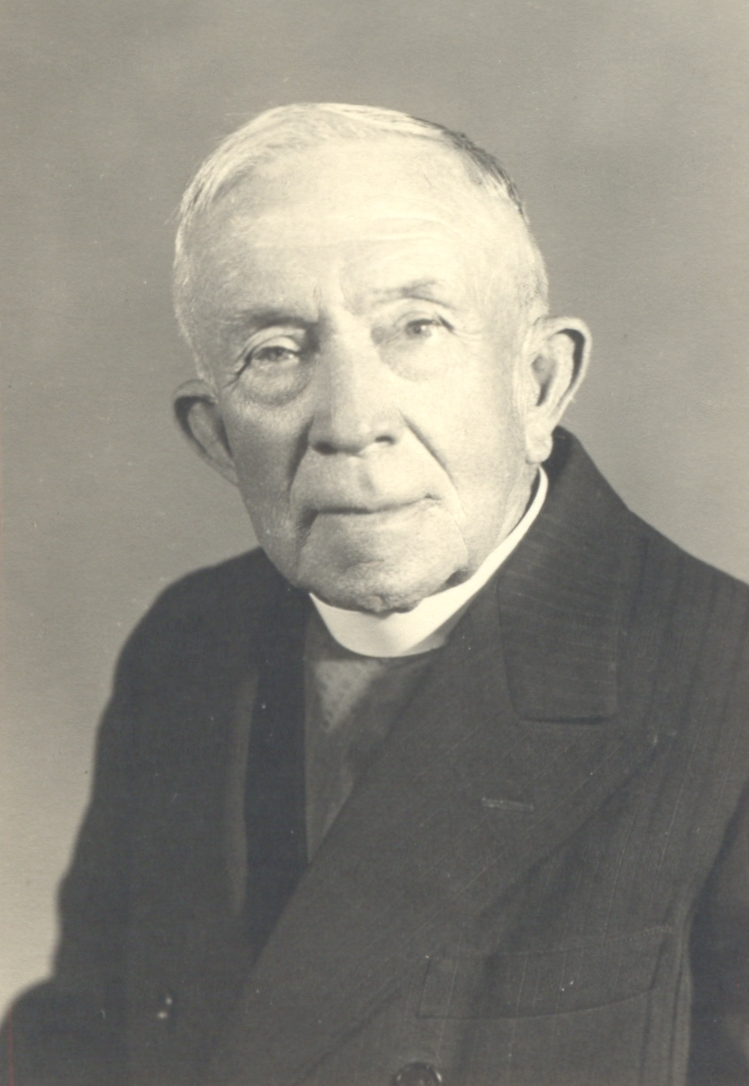
R.D. František Drbohlav, od roku 1915 farář v Oboře (foto kolem r. 1944)

Začátek působnosti jmenovaného v duchovní správě farnosti od:
- 1671 Vitus Ludovicus Horatius
- 1678 Paulus Hesius
- 1682 Gulilelmus Kohl O. Cist.
- 1683 Christophorus Zeman
- 1687 Jacobus Sende
- 1690 Martinus Reist
- 1709 Georgius Müller
- 1712 Georgius Suterin
- 1724 Andreas Stengl
- 1765 Josephus Anton Etter
- 1797 Ioann. Trenkler, † 12. 11. 1810
- 1810 Franc. Kopetzky, n. 22. 11. 1762 Soběslav, o. 21. 9. 1788, † 1. 12. 1841
- 1843 Wenc. Emich, n. 1. 7. 1794 Budějovice, o. 24. 8. 1820, † 5. 1. 1861
- 1862 Franc. Xav. Hampejs, n. 2. 12. 1810 Slana, o. 3. 8. 1834
- 1876 Jos. Renner, n. 23. 3. 1815 Hradišt., o. 1. 8. 1839, † 4. 5. 1882
- 1883 Franc. Huber, n. 25. 11. 1822 Bavarov., o. 25. 7. 1847, † 28. 6. 1902
- 1899 Adam Šavel, n. 24. 11. 1846 Zdaslav., o. 24. 7. 1870, † 17. 3. 1916
- 1915 František Drbohlav, n. 6. 8. 1870 Rovensko, o. 17. 6. 1894, † 20. 3. 1946
- 1937 par. vacat, admin. interc. Udalricus Rylich
- 1. 2. 1942 Oldřich Rylich, n. 22. 5. 1912 Kostomlaty, o. 28. 6. 1936, † 24. 11. 1985
- 22. 1. 1954 Ludov. Spurný
- 1. 7. 1969 Josef Bouček
- 15. 2. 1978 Milan Bezděk
- 1. 7. 1990 Jiří Šulc
- 1. 9. 1992 Werner Horák, admin. exc. z Loun
- 1. 1. 2020 Vít Machek, admin. exc. z Loun
- 15. 3. 2023 Lukáš Hrabánek, admin. exc. z Loun
- 1. 10. 2023 Wojciech Szostek, admin. exc. z Loun[3]

Kromě kněží stojících v čele farnosti, působili ve farnosti v průběhu její historie i jiní kněží. Většinou pracovali jako farní vikáři, kaplani, katecheté, výpomocní duchovní aj.

## Území farnosti
Do farnosti náleží území obce:
- Černčice (Tschernschitz,[2] Tscherntschitz[4])[p 2]
- Obora (Wobora,[4] Schonung)[p 2]
- Veltěže (Weltesch)[p 2]
- Vršovice (Werschowitz[4])[p 2]

## Římskokatolické sakrální stavby na území farnosti
| | Fotografie | Stavba                            | Místo          | Bohoslužby                                                                   | Zeměpisné souřadnice             | Status            | Číslo kulturní památky           |
| Kostely | Kostely    | Kostely                           | Kostely        | Kostely                                                                      | Kostely                          | Kostely           | Kostely                          |
| --- | ---------- | --------------------------------- | -------------- | ---------------------------------------------------------------------------- | -------------------------------- | ----------------- | -------------------------------- |
| 1. |            | Kostel sv. Kateřiny Alexandrijské | Obora          | bližší informace o bohoslužbách                                              | 50°22′25″ s. š., 13°51′41″ v. d. | farní kostel      | 43326/5-1110 (Pk•MIS•Sez•Obr•WD) |
| 2. |            | Kostel sv. Vavřince               | Černčice       | bližší informace o bohoslužbách                                              | 50°21′41″ s. š., 13°50′33″ v. d. | filiální kostel   | 42442/5-1104 (Pk•MIS•Sez•Obr•WD) |
| Kaple |            |                                   |                |                                                                              |                                  |                   |                                  |
| 3. |            | Kaple sv. Floriána                | Veltěže        | bližší informace o bohoslužbách                                              | 50°21′11″ s. š., 13°52′30″ v. d. | kaple             | —                                |
| Oratorium |            |                                   |                |                                                                              |                                  |                   |                                  |
| 4. |            | Kaple sv. Kříže                   | Zámek Vršovice | bližší informace o bohoslužbách Archivováno 16. 10. 2021 na Wayback Machine. | 50°21′57″ s. š., 13°50′34″ v. d. | zámecké oratorium | 42732/5-1493 (Pk•MIS•Sez•Obr•WD) |
| Některé drobné sakrální stavby a pamětihodnosti lze dohledat zde v databázi Drobné sakrální památky Zaniklé sakrální stavby lze dohledat zde v databázi Poškozené a zničené kostely, kaple a synagogy v České republice |            |                                   |                |                                                                              |                                  |                   |                                  |

Ve farnosti se mohou nacházet i další drobné sakrální stavby, místa římskokatolického kultu a pamětihodnosti, které neobsahuje tato tabulka.

## Příslušnost k farnímu obvodu
Z důvodu efektivity duchovní správy byl vytvořen farní obvod (kolatura) farnosti – děkanství Louny, jehož součástí je i farnost Obora, která je tak spravována excurrendo.